# Бюа-Нансе, Луи Габриэль дю
Луи Габриэль дю Бюа-Нансе (фр. Gabriel Du Buat-Nançay; 2 марта 1732, Ливаро — 18 сентября 1787, Нансе) — французский дипломат и историк.
Из дворянского рода. Был учеником Жана Фолара. Занимал пост французского посланника в Дрездене и Регенсбурге, затем вышел в отставку и поселился в Германии. Был близок к янсенизму. Известен как автор ряда трудов по истории Германии, носивших также отчасти полемический характер — особенно «Максимы о монархическом правлении» (фр. Maximes du Gouvernement Monarchique; 1778, в четырёх выпусках), написанные в ответ на «Максимы о французском государственном праве» аббата Мея (переработанные Габриэлем Никола Мольтро). Написал также трагедию «Карл Великий».
Граф дю Бюа ввёл в научный оборот памятник по истории народов Европы IX века — «Баварский Географ» и перевёл его на французский язык. По публикации дю Бюа памятник анализировал Н. М. Карамзин.